# Neúplné zatmění
Neúplné zatmění je československý psychologický film režiséra Jaromila Jireše podle scénáře Daniely Fischerové. Jedná se o psychologické drama ve kterém se musí dětská hlavní hrdinka vyrovnat s náhlou ztrátou zraku.

## Děj
Hlavní hrdinkou je čtrnáctiletá Marta, která postupně přichází o zrak. S postupem času si uvědomuje, že příčinou je pravděpodobně nedávný pád z kolotoče, který nepřímo zavinila její mladší sestra. Její zdravotní stav se zhorší natolik, že musí být umístěna v ústavu pro děti se zbytky zraku. Nějakou dobu chová naději, že je to pouze dočasné, ale postupně si uvědomuje, že se již nikdy zcela neuzdraví.
Život v ústavu je pro Martu zpočátku velmi těžký, obtížně se vyrovnává nejen se svým postižením, ale i poměrně tvrdým režimem, který zde panuje. Tyto podmínky ale i nicotné vyhlídky na zlepšení zdravotního stavu ji přivádějí k myšlence na sebevraždu. Když však přichází do ústavu mladý psycholog Moš a začne s Martou pracovat, nastane s dívčině pohledu na život zlom k lepšímu. Psychologovi imponuje dívčina vnímavost a její reakce na vyvolané podněty, které využije ve své vědecké práci. Marta postupně opouští svůj pesimistický náhled na budoucnost a dokáže mít opět ráda sama sebe.

## Herecké obsazení
| Lucie Pátíková     | Marta                        |
| Jana Březinová     | její matka                   |
| Blanka Bohdanová   | rehabilitační sestra         |
| Oldřich Navrátil   | PhDr. Moš, psycholog         |
| Jitka Zelenohorská | vychovatelka v internátě     |
| Ondřej Havelka     | oční lékař                   |
| Otto Lackovič      | řidič nákladního auta        |
| Lída Vostrčilová   | učitelka v internátě         |
| Simona Stašová     | zdravotní sestra v internátě |

## Ocenění
- Film se jako zástupce Československa v roce 1984 neúspěšné ucházel o nominaci na Oscara za nejlepší cizojazyčný film.[1]

- Film se také ucházel o cenu za nejlepší film na filmovém festivalu Zlatý medvěd za rok 1983.[2]